# Петра Соукупова
Петра Соукупова (на чешки: Petra Soukupová) е чешка писателка, драматург, сценарист.

## Биография
Петра Соукупова е родена на 25 юли 1982 година в Ческа Липа.
Завършила е Филмовия и телевизионен факултет на Академията за сценични изкуства в Прага, специалност „Сценарий и драматургия“ (2008).
Има една дъщеря.

### Творчество
Дебютният ѝ текст е сценарият „Накратко“ (по едноименен разказ), отличен в конкурса на Фондация RWE & Barrandov. Въпреки че сценарият не е реализиран, авторският дебют е удостоен с наградата „Иржи Ортен“ и е номиниран за наградите „Йозеф Шкворецки“ и „Магнезия Литера“.
Соукупова е издала пет книги за възрастни (K moři – „На море“; Zmizet – „Без следа“; Marta v roce vetřelce – „Марта в годината на пришелеца“; Pod sněhem – „В снега“ и Nejlepší pro všechny – „Най-добре за всички“) и три книги за деца (Bertík a čmuchadlo – „Бертик и шмръкльото“; Kdo zabil Snížka? – „Кой уби Снежко?“ и Klub divných dětí – „Клуб на странните деца“.
Романът ѝ „Věci, na které nastal čas“ (Нещата, на които времето е дошло) е сглобен от нови текстове и вече публикувани разкази, изменени и преосмислени от автора в обща фабула.
През 2008 – 2012 г. е сценарист на чешкия сериал „Завръщане“ (Comeback) и заедно с Томаш Балдински подготвя сценария на сериала „Космо“ (Kosmo). От 2011 г. е драматург на ситкома „Улица“ (Ulice).
Книгите ѝ са превеждани и издавани в Босна и Херцеговина, България, Италия, Полша, Словения, Унгария, Хърватия.
„Без следа“ и „Бертик и шмръкльото“ са подготвени и издадени и като аудиокниги.

## Романи
- K moři. Brno: Host, 2007. ISBN 978-80-85935-98-1. – На море. София: АЛЯ, 2014. Превод от чешки Радост Железарова. ISBN 978-954-8465-87-8
- Zmizet. Brno: Host, 2009. ISBN 978-80-7294-317-3. 2. vyd. 2011. 978-80-7294-439-2. Zmizet (audiokniha). Praha: OneHotBook, 2014. – Без следа. София: АЛЯ, 2014.
- Marta v roce vetřelce. Brno: Host, 2011. ISBN 978-80-7294-521-4.
- Bertík a čmuchadlo. Brno: Host, 2014. ISBN 978-80-7491-248-1. Bertík a čmuchadlo (audiokniha). Praha: OneHotBook, 2014.
- Pod sněhem. Brno: Host, 2015. ISBN 978-80-7491-493-5. – В снега. София: АЛЯ, 2018. Превод от чешки Радост Железарова. ISBN 978-954-8465-00-7.
- Kdo zabil Snížka?. Brno: Host, 2017. ISBN 978-80-7577-226-8. – Кой уби Снежко? София: АЛЯ, 2019. Превод от чешки Радост Железарова. ISBN 978-619-7519-04-4.
- Nejlepší pro všechny. Brno: Host, 2017. ISBN 978-80-7577-400-2. – Най-добре за всички. София: АЛЯ, 2019. Превод от чешки Радост Железарова. ISBN 978-619-7519-03-7.
- Klub divných dětí. Brno: Host, 2019. ISBN 978-80-275-0129-8. – „Клубът на странните деца“, София, изд. „Персей“, 2023. Превод от чешки Красимир Проданов.
- Věci, na které nastal čas. Román z povídek. Brno: Host, 2020. ISBN 978-80-275-0390-2.

## Разкази
- Na houby, разказ в книгата Krvavý Bronx, 2020.

## Сценарии
- Comeback, 2008 – 2011.
- Helena, 2012.
- Kafe & Cigárko, 2017.
- Na krátko, 2018.

## Награди
Творчеството на Петра Соукупова е отличено с различни награди и номинации.
- Триптихът „Без следа“, преведен на полски и български – през 2010 година получава голямата литературна награда Magnesia Litera, категория „Книга на годината“. Номиниран е и за наградата „Йозеф Шкворецки“.
- За романа K moři („На море“) – награда „Иржи Ортен“ и номинации за наградите „Йозеф Шкворецки“ и Magnesia Litera
- За сценария по разказа Na krátko („Накратко“) – 3-то място в конкурс на Фондация RWE & Barrandov за нереализиран сценарий.

## Отзиви
1. ПЕНЧЕВА, Анжелина: Петра Соукупова на български. – Език и литература, 2015, 1 – 2. [online]
2. BLATNÁ, Dana. Petře Soukupové vychází třetí kniha v polštině. – kavarna.hostbrno.cz. [online] (на чешки)
3. CVAL, Matěj: Magnesia Litera 2011. – iLiteratura, cz 2. února 2011. [cit. 2011-02-06].Dostupné online.[nedostupný zdroj] (на чешки)
4. FIALOVÁ, Alena a kol. V souřadnicích mnohosti. Česká literatura první dekády jednadvacátého století v souvislostech a interpretacích. Praha: Academia, 2014. 817 s. ISBN 978-80-200-1630-0. (на чешки)
5. HEJDOVÁ, Irena: Kniha roku Zmizet je bestsellerem. Díky Magnesii Liteře. – Týden. cz 10. září 2010. (на чешки)